# Gagnefs distrikt
Gagnefs distrikt är ett distrikt i Gagnefs kommun och Dalarnas län. Distriktet ligger omkring Gagnef och Djurås i mellersta Dalarna. 

## Tidigare administrativ tillhörighet
Distriktet inrättades 2016 och utgörs av en del av Gagnefs socken i Gagnefs kommun.
Området motsvarar den omfattning Gagnefs församling hade 1999/2000 och fått på 1620-talet efter utbrytning av Mockfjärds församling.

## Tätorter och småorter
I Gagnefs distrikt finns fyra tätorter och tio småorter.

### Tätorter
- Bäsna
- Djurås
- Gagnef
- Sifferbo

### Småorter
- Arvslindan
- Björka
- Bodarna
- Gagnefsbyn och Nordåker
- Gräv
- Hampgårdarna
- Myrheden
- Nedre Österfors
- Svedjan
- Västtjärna, Östtjärna och Gruvan